# Maud Webster
Maud Rose-Mari Webster, född 15 augusti 1968 i Bolidens församling i Västerbottens län, är en svensk författare. Hon skriver böcker om Italien.